# 酒井政親
酒井 政親（さかい まさちか）は、平安時代末期から鎌倉時代の武将。丹波酒井氏の創始者である。

## 概要
丹波酒井氏は桓武平氏を称す。葛原親王の後胤、平貞能は平家一門として源頼朝に敵対してきた。その子孫である貞光が承久の乱で戦死し、功績を立て酒井荘の安堵を受ける。その後、弟の政親が恩賞として丹波国多紀郡酒井荘の地頭職を得た。以後数百年間、明智光秀の丹波平定まで多紀郡一円の有力な勢力として繁栄した。
嫡男の孝信は犬甘、主殿の地頭職を世襲し、後の酒井四家である栗栖野氏、矢代氏、初田氏の諸氏の祖に、次男の政重は油井の地頭職を世襲し、油井氏の祖となる。

## 関連事項
- 丹波酒井氏
- 地頭
- 平貞能
- 葛原親王